# Phoradendron californicum
Phoradendron californicum là một loài thực vật có hoa trong họ Santalaceae. Loài này được Nutt. miêu tả khoa học đầu tiên năm 1848.

## Hình ảnh

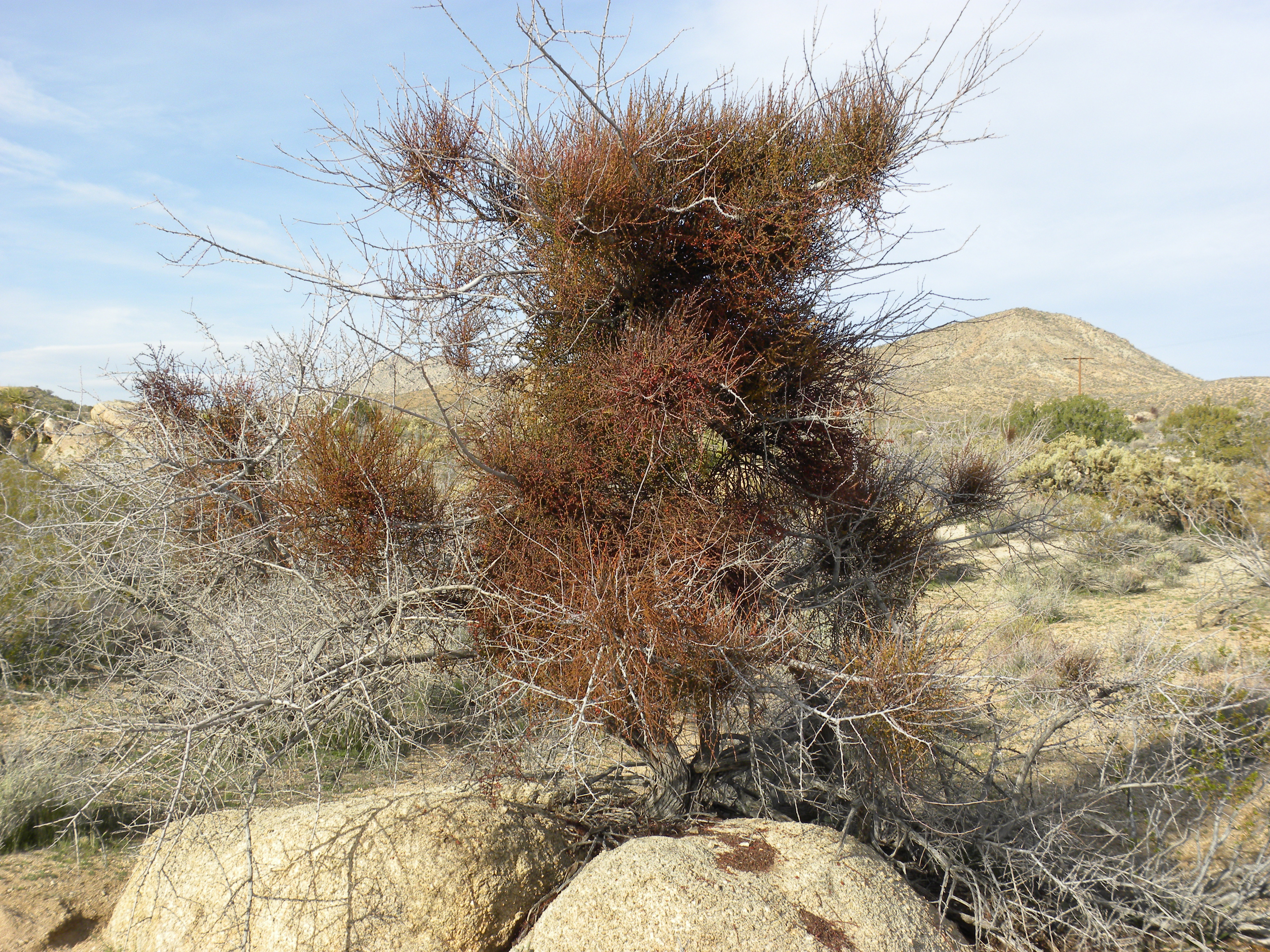
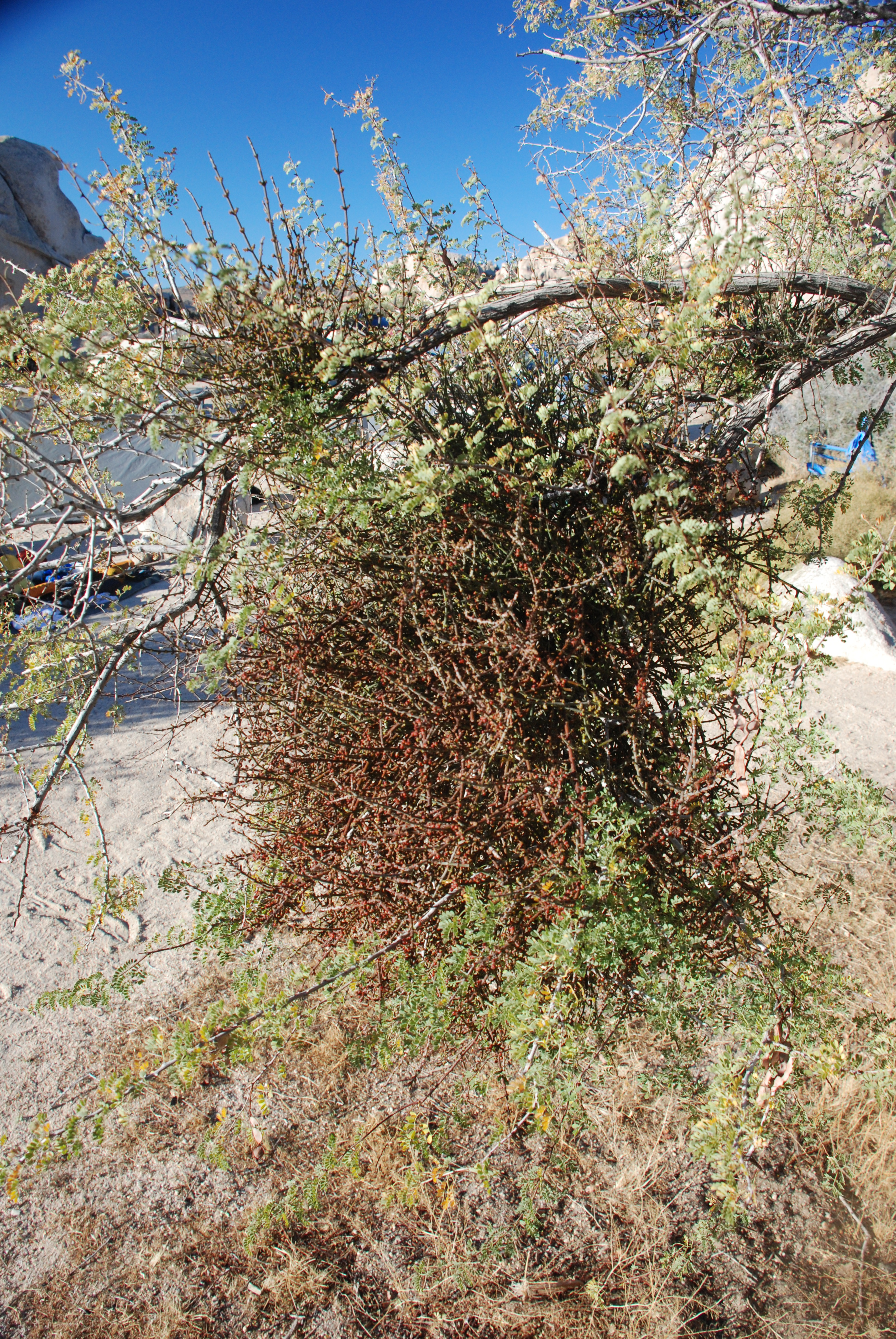
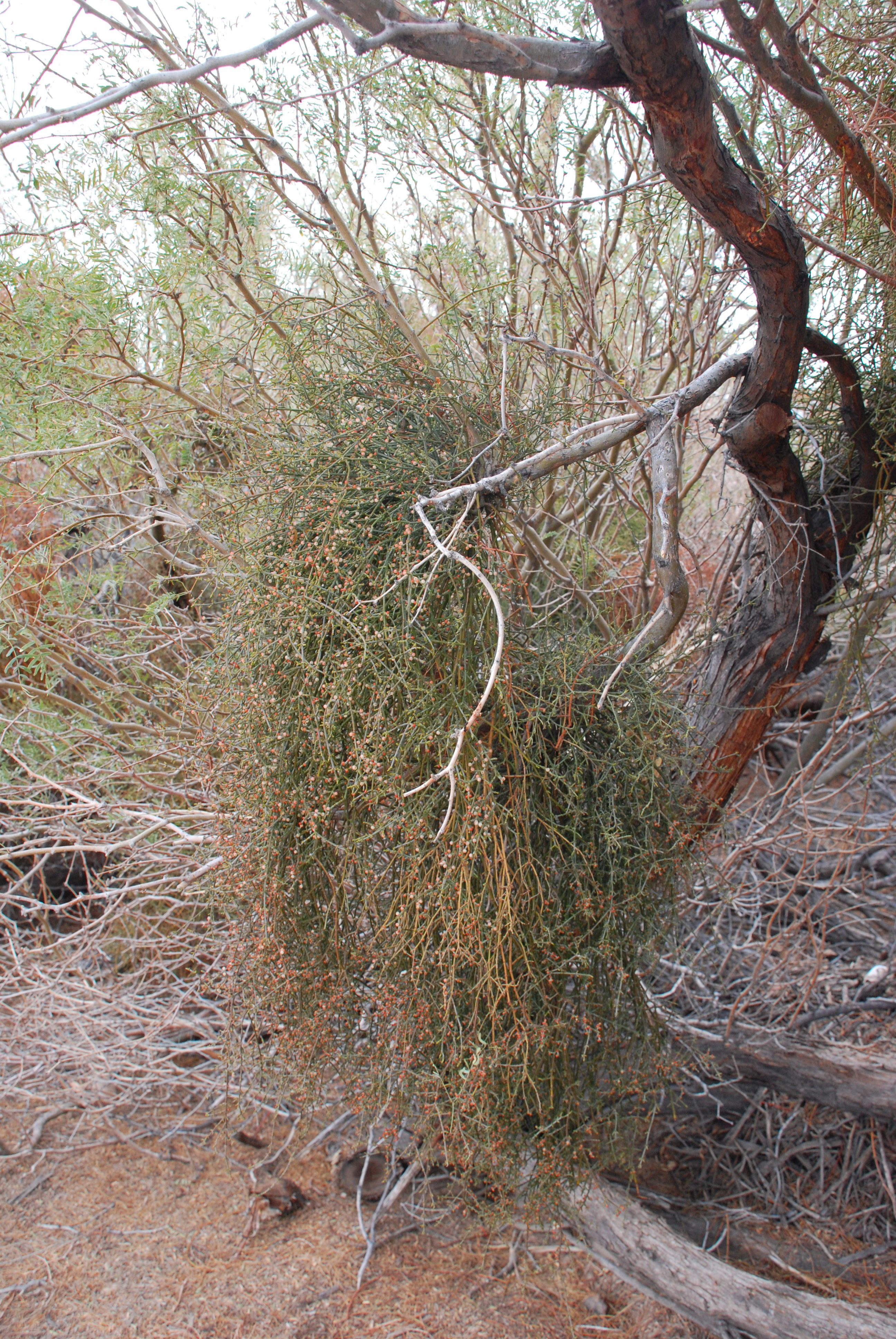
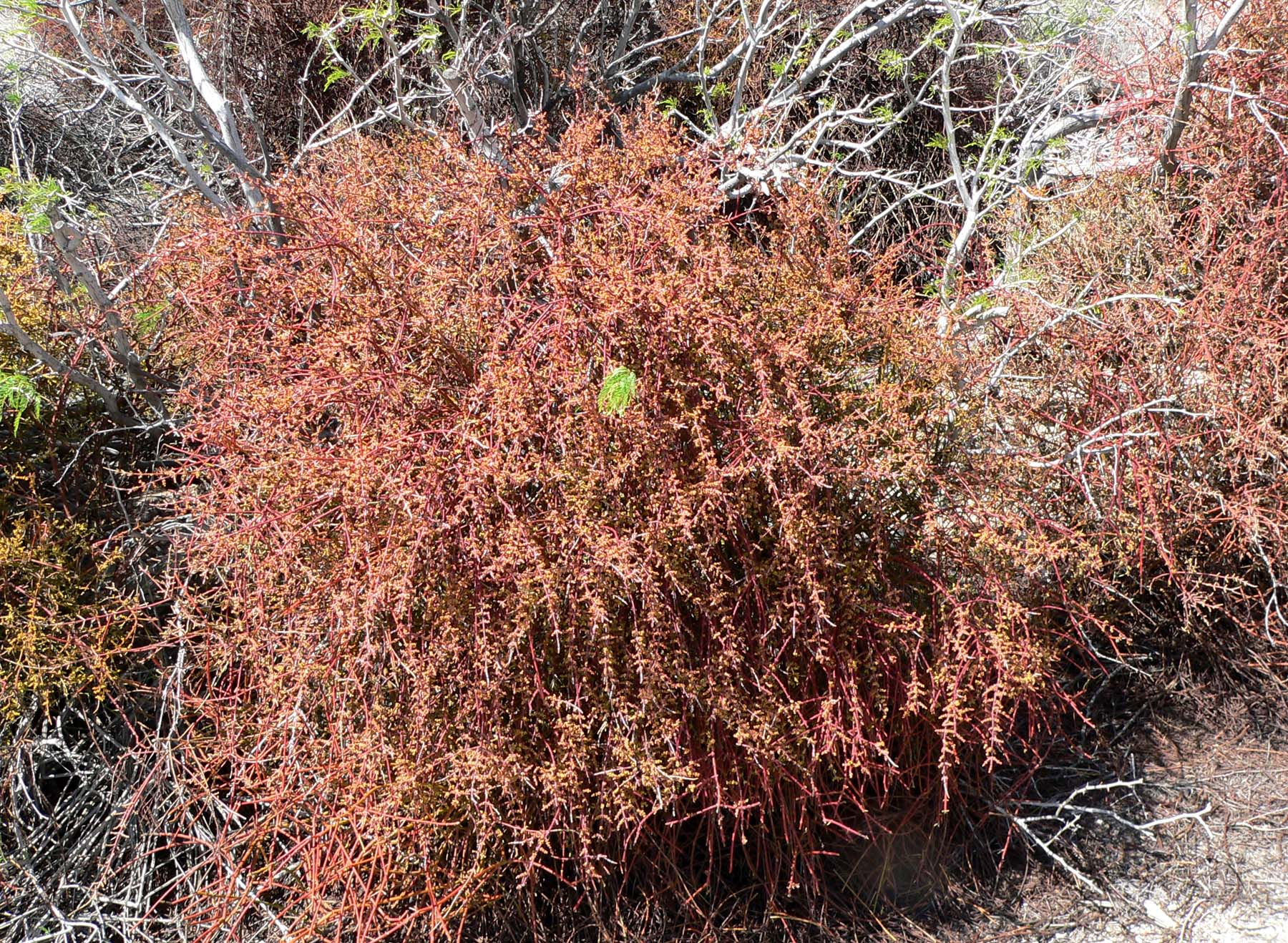